# Majanga tricolor
Majanga tricolor är en bönsyrseart som beskrevs av Henri Saussure och Leo Zehntner 1895. Majanga tricolor ingår i släktet Majanga och familjen Liturgusidae. Inga underarter finns listade i Catalogue of Life.